# Acontia knowltoni
Acontia knowltoni är en fjärilsart som beskrevs av Mcdunnough 1940. Acontia knowltoni ingår i släktet Acontia och familjen nattflyn. Inga underarter finns listade i Catalogue of Life.